# Пруня, Флорин
Флорин Пруня (рум. Florin Prunea; 8 августа 1968 года, Бухарест) — румынский футболист, вратарь. Наиболее известен по выступлениям за клуб «Динамо (Бухарест)» и за сборную Румынии. Двукратный чемпион Румынии и двукратный победитель Кубка Румынии.

## Клубная карьера
Пруня является воспитанником футбольного клуба «Виктория (Бухарест)». За свою карьеру играл за 10 различных клубов, наиболее продолжительное время за «Динамо (Бухарест)». Большую часть карьеры играл на родине, но так же имеет опыт не продолжительного выступления за не самые сильные клубы Турции, Болгарии и Греции.

## Карьера в сборной
В составе национальной сборной Пруня дебютировал 5 декабря 1990 года, выйдя на поле в матче со сборной Сан-Марино. Всего играл за сборную на протяжении 11 лет, проведя в общей сложности 40 матчей. Участвовал в двух чемпионатах мира (1994, 1998) и двух чемпионатах Европы (1996, 2000).

## Достижения
«Университатя (Крайова)»
- Чемпион Румынии: 1990/91
- Обладатель Кубка Румынии: 1990/91

«Динамо (Бухарест)»
- Чемпион Румынии: 2001/02
- Обладатель Кубка Румынии: 2000/01

Личные
- Орден «За спортивные заслуги» III степени I типа: 2008[1]
- Медаль «За спортивные заслуги» I степени: 2001[1]
- Почётный гражданин Бухареста: 1994[2]